# Charlevoix-Saguenay
Charlevoix-Saguenay est un ancien district provincial du Québec qui a existé de 1912 à 1948.

## Historique
Précédée de : Charlevoix et Chicoutimi-Saguenay
Suivie de : Charlevoix et Saguenay

## Liste des députés

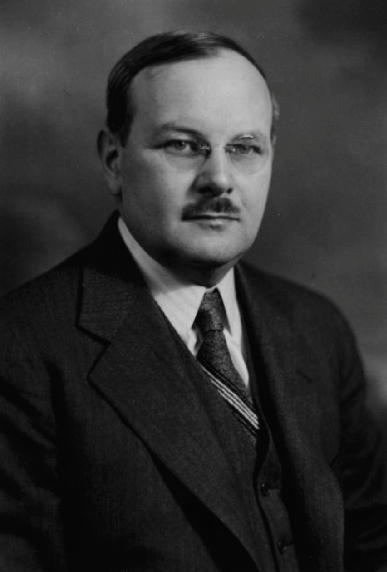
Edgar Rochette est député de Charlevoix-Saguenay de 1927 à 1936 et de 1939 à 1944 pour le Parti libéral du Québec

|  | 1912 - 1916 | Pierre D'Auteuil | Conservateur    |
|  | 1916 - 1919 | Pierre D'Auteuil | Conservateur    |
|  | 1919 - 1923 | Philippe Dufour  | Libéral         |
|  | 1923 - 1927 | Philippe Dufour  | Libéral         |
|  | 1927 - 1931 | Edgar Rochette   | Libéral         |
|  | 1931 - 1935 | Edgar Rochette   | Libéral         |
|  | 1935 - 1936 | Edgar Rochette   | Libéral         |
|  | 1936 - 1939 | Arthur Leclerc   | Union nationale |
|  | 1939 - 1944 | Edgar Rochette   | Libéral         |
|  | 1944 - 1948 | Arthur Leclerc   | Union nationale |